# Ligne de Paris-Austerlitz à Bordeaux-Saint-Jean
La ligne de Paris-Austerlitz à Bordeaux-Saint-Jean est l'une des grandes lignes de chemin de fer radiales françaises partant de Paris en direction du Sud-Ouest. Elle était « la grande ligne de la Compagnie du chemin de fer de Paris à Orléans (PO) » et c'est l'une des plus anciennes lignes radiales françaises.
Entièrement électrifiée et équipée de deux voies, voire trois ou quatre sur certaines sections, elle constitue la ligne 570 000 du réseau ferré national.
Des trains célèbres y ont circulé (l'Aquitaine, l'Étendard…). C'est aussi l'une des lignes classiques les plus performantes de France : elle peut être parcourue à 200, voire 220 km/h sur la majeure partie du parcours.
Les TGV circulant entre Paris ou l'Île-de-France et Bordeaux n'empruntent plus le début de la ligne, mais utilisent la LGV Atlantique depuis les gares de Paris-Montparnasse et de Massy-TGV. Auparavant, les TGV ne rejoignaient la ligne historique qu'à Saint-Pierre-des-Corps ou à Monts en direction de Bordeaux-Saint-Jean ; cette dernière section de la ligne classique connaissait une « saturation progressive » qui a été résolue par la mise en service de la LGV Sud Europe Atlantique. Quelques TGV empruntent toujours des sections de la ligne classique pour desservir les gares de Châtellerault, Poitiers, Angoulême et Libourne, via des raccordements à la LGV.
Cette ligne a comme particularité de posséder deux gares « hors ligne », les gares centrales d'Orléans et de Tours qui sont en cul-de-sac et accessibles depuis la ligne par des raccordements. Les trains continuant vers Bordeaux, par exemple, desservent à la place la « gare bis » (nom aussi utilisé pour désigner les gares situées sur les LGV) des Aubrais - Orléans au lieu de la gare d'Orléans et la « gare bis » de Saint-Pierre-des-Corps au lieu de la gare de Tours.

## Histoire

### Une des premières grandes radiales françaises
Les premières études relatives à la construction d'une ligne de chemin de fer entre Paris et Orléans, menées à la suite d'initiatives privées, remontent à 1829, alors que la France n'est encore équipée que d'une seule ligne ferroviaire. La loi du 27 juin 1833, adoptée sur proposition du ministre du Commerce et des Travaux Publics Adolphe Thiers, ouvrit un crédit de 500 000 francs à des études pour la construction de plusieurs grandes lignes de chemin de fer. Ces études portèrent notamment sur les projets de lignes de Paris à Nantes par Orléans et Tours, et de Paris à la frontière espagnole par Tours et Bordeaux.
Pour la première section, de Paris à Orléans, les partisans de plusieurs tracés s'affrontèrent. Malgré le détour qu'il représentait par rapport à un tracé direct, le tracé par Versailles eut d'abord les faveurs de l'administration des Ponts et Chaussées, mais l'absence de localité importante entre Versailles et Orléans conduisit à son abandon. On préféra donc un tracé proche de celui de la route nationale 20, passant notamment par le plateau de Longboyau et Étampes ; la Chambre de commerce de Paris apporta son soutien à ce tracé en 1831. Toutefois, les détracteurs de ce tracé mirent en avant les travaux importants que nécessiterait la traversée du plateau de Longboyau ; un tracé moins direct entre Paris et Étampes, suivant les vallées et notamment celle de la Seine, permettrait de s'affranchir des contraintes du relief, et de faciliter le transbordement de marchandises sur des navires de commerce dans la plaine d'Ivry. Ce dernier tracé fut finalement retenu.
Le gouvernement présenta le projet de concession d'une ligne de chemin de fer de Paris à Orléans à la Chambre des Députés le 8 mai 1837, aux côtés d'autres projets de lignes ferroviaires, mais ces projets ne furent pas débattus par la Chambre. Le 15 février 1838, un second projet fut présenté par le gouvernement aux côtés de quatre autres lignes, mais fut rejeté par des députés majoritairement opposés à la construction des lignes ferroviaires par l'État.
Le gouvernement accepta alors le principe d'une concession des grandes lignes de chemins de fer à des compagnies privées, à condition que celles qui en feraient la demande pussent démontrer une réelle solidité financière. Le 7 juillet 1838, le lendemain de la date d'approbation de la convention portant concession de la ligne de Paris à Rouen, la ligne de Paris à Orléans est déclarée d'utilité publique et concédée sans adjudication par une loi à un groupement dirigé par Casimir Leconte, directeur des Messageries royales à Paris,. Celui-ci constitua le 11 août 1838 la Compagnie du chemin de fer de Paris à Orléans, avec un capital de 40 millions de francs. L'ingénieur Adolphe Jullien, chargé de la construction, modifia légèrement le tracé au sud d'Étampes pour lui faire éviter la haute vallée de la Juine, qu'il jugeait tourbeuse. Malgré la solidité que semblait avoir la nouvelle compagnie, qui avait su rassembler autour d'elle plusieurs banquiers puissants, la crise économique qui frappa l'Europe à partir de 1839 obligea le Paris-Orléans à interrompre ses travaux et à demander l'aide de l'État, qu'elle obtint sous forme d'une garantie d'intérêt à 4 % ; elle obtint aussi le droit d'abandonner, si elle le souhaitait, sa concession sur la deuxième partie de la ligne, entre Juvisy et Orléans.

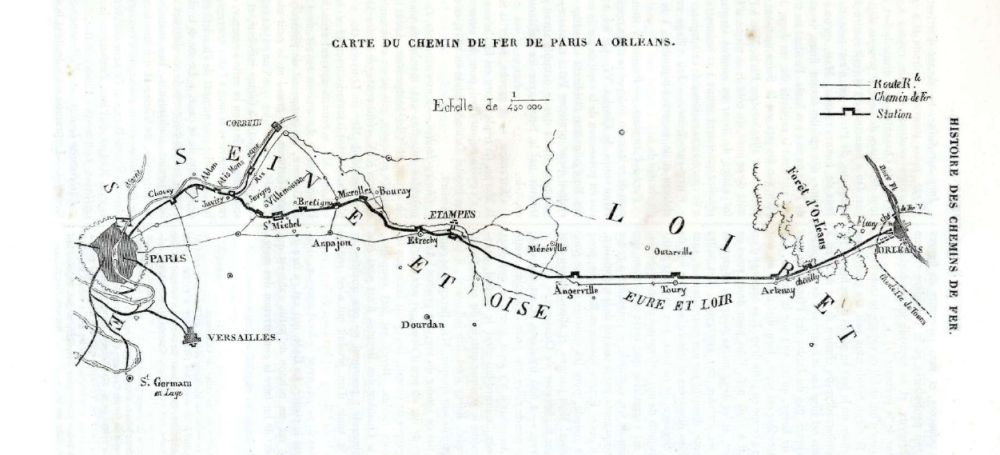
Carte de la ligne de chemin de fer de Paris à Orléans, lors de sa mise en service en 1843.

La section de l'embarcadère d'Orléans à Paris (future gare d'Orléans, puis gare d'Austerlitz) à Juvisy est ouverte à l'exploitation le 20 septembre 1840, en même temps que l'antenne de Juvisy à Corbeil, embryon de la future ligne vers Malesherbes et Montargis. Il s'agit de la quatrième ligne de chemin de fer ouverte en région parisienne, après la ligne de Paris-Saint-Lazare à Saint-Germain-en-Laye en 1837, la ligne de Paris-Saint-Lazare à Versailles-Rive-Droite en 1839 et la ligne de Paris (barrière du Maine) à Versailles-Rive-Gauche quelques jours plus tôt, et de la première section de ligne « d'intérêt national » mise en service. Dès 1841, 866 000 voyageurs empruntèrent la nouvelle relation ferroviaire, alors que les prévisions s'établissaient à 540 000 voyageurs. La section de Juvisy à Orléans est ouverte trois ans plus tard, le 5 mai 1843, et la ligne produit dès son ouverture des résultats plus élevés que prévu en matière de trafic des voyageurs et des marchandises, conduisant la Compagnie du Paris-Orléans à porter au bout de quelques mois le nombre quotidien d'allers-retours de Paris à Orléans de trois à huit, dont les plus rapides effectuaient le parcours en trois heures environ.
Quelques mois avant l'ouverture de cette section, la loi relative à l'établissement des grandes lignes de chemin de fer en France du 11 juin 1842 prévoit la construction d'un réseau ferroviaire en étoile autour de Paris, connu sous le nom d'« étoile de Legrand ». Son article premier dispose qu'« il sera établi un système de chemins de fer se dirigeant : de Paris (...) sur la frontière d'Espagne, par Tours, Poitiers, Angoulême, Bordeaux et Bayonne (...). » Cette loi arrête les modalités générales de l'extension du réseau (construction de l'infrastructure par l'État, construction de la superstructure, acquisition du matériel roulant et exploitation du service par les compagnies privées). Elle met un terme aux débats concernant le tracé de la ligne de Paris à Bordeaux, qui avait fait l'objet de plusieurs études concurrentes : la ligne passera par Orléans et Tours, les sections de ligne de Paris à Orléans et d'Orléans à Tours formant respectivement les troncs communs de trois et deux des grandes lignes de chemin de fer définies dans la loi.
Alors que les travaux sur la section d'Orléans à Tours, dont l'exécution immédiate était prévue par la même loi du 11 juin 1842, avaient été entamés par l'État, la Compagnie du chemin de fer de Paris à Orléans échoua à obtenir la concession de la section de Tours à Bordeaux. La loi du 26 juillet 1844 prescrivit l'affectation de la somme de 54 millions de francs à la création de cette section, et l'ordonnance du 24 octobre 1844 concéda, par voie d'adjudication, le tronçon d'Orléans à Bordeaux à MM. Laurent, Luzarche, Mackenzie et Cie, pour une durée de 28 ans,. Ceux-ci fondèrent la Compagnie du chemin de fer d'Orléans à Bordeaux, approuvée par la loi du 16 mai 1845, dotée d'un capital de 65 millions de francs possédé à 70 % par des actionnaires britanniques. La section d'Orléans à Tours fut ouverte au service des voyageurs le 2 avril 1846 et au service des marchandises le 15 juin suivant. Construite dans la vallée de la Loire, elle bénéficiait d'une topographie favorable, mais avait néanmoins nécessité la construction de plusieurs remblais destinés à la protéger des crues de la Loire, et de trois grands viaducs, à Beaugency, à Tavers et sur le fleuve royal, à Montlouis.
Le 20 juillet 1847, l'ouverture de la ligne d'Orléans à Bourges par Vierzon par la Compagnie du chemin de fer du Centre fit de la section de Paris à Orléans un tronc commun pour les trains de Paris vers le Val de Loire et le Berry. De son côté, la Compagnie du chemin de fer de Tours à Nantes prolongea bientôt les lignes déjà ouvertes en direction de l'ouest : ainsi, depuis Paris, on put atteindre Saumur en décembre 1848, Angers en août 1849 et Nantes en août 1851. La section de Tours à Poitiers de la concession d'Orléans à Bordeaux fut ouverte, quant à elle, le 5 juillet 1851 ; cette section, établie perpendiculairement à la trame générale du réseau hydrographique, avait nécessité la construction de plusieurs ouvrages d'art importants, notamment le viaduc de Monts sur l'Indre et le viaduc de Besnault sur la Manse. Entretemps, la Compagnie du chemin de fer d'Orléans à Bordeaux, dont les actions ont vu leur cours chuter à la suite du krach de 1847, obtint en 1850 un allongement à 50 ans de la durée de sa concession.
Le 27 mars 1852, la Compagnie du chemin de fer du Centre, la Compagnie du chemin de fer de Tours à Nantes, la Compagnie du chemin de fer d'Orléans à Bordeaux et la Compagnie du chemin de fer de Paris à Orléans fusionnèrent en prenant le nom de cette dernière,. La durée de leurs concessions fut harmonisée à 99 ans à partir du 1er janvier 1852 ; en échange, le gouvernement obtint l'exécution de plusieurs lignes, dont une depuis Poitiers vers La Rochelle et Rochefort.
Les travaux de construction de la plateforme de la section d'Angoulême à Libourne furent achevés dès 1849. Toutefois, l'Orléans-Bordeaux puis le Paris-Orléans pensaient que cette section n'était pas rentable sans prolongement, et préférèrent attendre l'achèvement de la section de Libourne à Bordeaux pour équiper et mettre en service l'ensemble le 20 septembre 1852. Entre Angoulême et Coutras, le relief vallonné a imposé la réalisation de plusieurs tranchées et tunnels importants, notamment à Angoulême où la volonté d'implanter la gare au plus près des activités économiques a entraîné la construction d'un souterrain de 779 mètres sous l'éperon rocheux où la ville s'est établie. Entre Libourne et Ambarès, la ligne devait traverser les zones marécageuses de la vallée de la Dordogne, ce qui a occasionné la construction d'un grand viaduc sur l'un d'eux, à Arveyres. La rivière elle-même est traversée près de la ville, puis, afin d'éviter le relief parfois escarpé de l'Entre-deux-Mers, la ligne suit la plaine alluviale du cours d'eau. Elle rejoint ensuite celle de la Garonne, qu'elle longe à son tour en direction de Bordeaux, où elle aboutit à la gare de la Bastide, établie sur la rive droite de la Garonne ; la construction d'une gare sur la rive gauche du fleuve, un temps envisagée, a été abandonnée à la suite du retournement boursier de 1847, en raison du coût de construction d'un nouveau pont à un endroit où le fleuve est particulièrement large et profond.
Les travaux de la section de Poitiers à Angoulême ne débutèrent qu'en 1850, cette section étant celle dont la Compagnie du chemin de fer d'Orléans à Bordeaux attendait le moindre revenu. Cette section ouvrit le 18 juillet 1853, d'abord à voie unique, permettant l'achèvement de la ligne de Paris-Gare d'Orléans à Bordeaux-Bastide. Le nez-à-nez d'un train de voyageurs et d'un train de marchandises, qui provoqua la mort de six personnes le 18 septembre 1853 à Saint-Benoît, accéléra le doublement de la voie et contribua à la réflexion sur la sécurité des lignes à voie unique,.
Les gares d'Orléans et de Tours avaient été construites en impasse, au plus près des centres de ces deux villes, obligeant les trains de long parcours à de difficiles et chronophages rebroussements. Un raccordement direct, au nord d'Orléans, entre les voies venant de Paris et celles menant vers Tours, fut rapidement mis en service et une gare de passage ouverte au lieu-dit Les Aubrais, à deux kilomètres au nord d'Orléans, d'abord provisoirement en 1853, puis définitivement à la suite d'un décret impérial de 1858, malgré les protestations de la municipalité d'Orléans,. Les mêmes motifs conduisirent à la construction de raccordements directs et d'une gare à Saint-Pierre-des-Corps, dans les environs de Tours, qui fut mise en service en 1858,.
En 1854 fut ouverte par la Compagnie des chemins de fer du Midi la ligne de Bordeaux-Ségur à Dax, prolongée en 1855 de Dax à Bayonne et de Bordeaux-Ségur à Bordeaux-Saint-Jean. Dès lors se posa la question du hiatus existant entre les gares de Bordeaux-Bastide et Bordeaux-Saint-Jean, situées de part et d'autre de la Garonne, et qui constituait le seul chaînon manquant à la relation ferroviaire entre Paris et la côte basque. Le 1er août 1857, l'État concéda pour moitié à la Compagnie des chemins de fer du Midi et pour moitié à la Compagnie du chemin de fer de Paris à Orléans un raccordement entre les deux gares. Un pont métallique d'une longueur de 510 mètres fut construit sur le fleuve, sous la direction de l'ingénieur Gustave Eiffel, âgé de 26 ans au début des travaux. À sa sortie se trouve un « chemin de jonction » avec un tronc commun suivi d'un raccordement en demi-cercle vers la gare de Bordeaux-Bastide, mis en service le 5 novembre 1860, et un raccordement direct avec la ligne de Paris ouvert le 3 août 1861. En 1954, seul le tronc commun a été conservé, la ligne empruntant à sa suite une partie de la ligne gérée par l'État et un nouveau raccordement plus court par le viaduc de Lissandre.

### Une ligne prestigieuse à l'équipement sans cesse amélioré

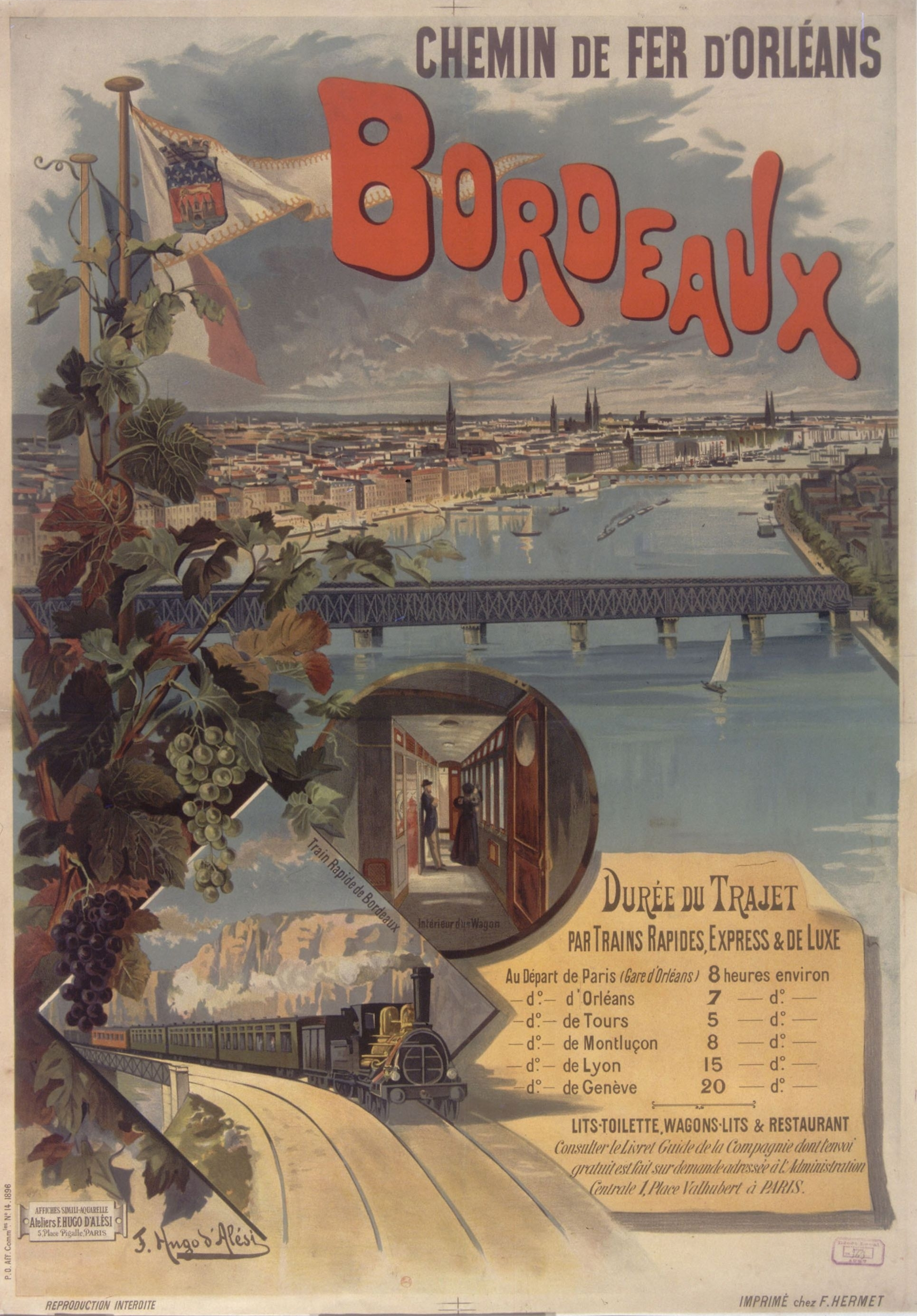
Affiche du Chemin de fer d'Orléans en 1897.

L'importance de la ligne de Paris à Bordeaux dans le réseau ferroviaire français se fait rapidement ressentir. Le 10 octobre 1852, Napoléon III parcourt en train les 133 kilomètres séparant Bordeaux d'Angoulême, sur la ligne ouverte quelques semaines plus tôt,. Quatre trains relient quotidiennement Paris à Bordeaux dès l'ouverture complète de la ligne en 1853, le train le plus rapide effectuant le parcours en un peu plus de treize heures. Dès 1863, 11 trains de voyageurs circulent quotidiennement et dans chaque sens entre Paris et Orléans.
La période d'extension rapide du réseau ferroviaire français que constitue la seconde moitié du XIXe siècle connaît la mise en service de nombreuses lignes affluentes, diffluentes ou simplement en correspondance avec la ligne de Paris-Austerlitz à Bordeaux-Saint-Jean. Le trafic de la ligne grandit en parallèle, nécessitant l'agrandissement des gares de Paris-Austerlitz, Juvisy, Les Aubrais, Saint-Pierre-des-Corps et Bordeaux-Saint-Jean durant les années 1880 et 1890.
Le 11 juillet 1886, l'Administration des chemins de fer de l'État met en service des trains express Paris-Bordeaux par un itinéraire concurrent, passant notamment par Chartres, Saumur, Niort et Saintes. Cette concurrence sur la liaison Paris-Bordeaux est une exception sur le réseau ferroviaire français, l'État ayant toujours cherché à éviter, dans les concessions qu'il accordait aux compagnies, la construction de lignes rivales sur une même desserte.
En 1898, la Compagnie du chemin de fer de Paris à Orléans décide de prolonger la ligne de la gare de Paris-Austerlitz, jugée excentrée, à la nouvelle gare de Paris-Orsay. La nouvelle gare, située à l'extrémité d'un souterrain de trois kilomètres, où est utilisée pour l'une des premières fois en France la traction électrique par troisième rail, est mise en service en 1900, à l'occasion de l'Exposition universelle de Paris. À partir de cette date, une partie du trafic de la gare d'Austerlitz est reportée sur celle d'Orsay,.
Pour faire face à l'accroissement du trafic et à la suite de l'accident du 5 août 1899 à Juvisy-sur-Orge, la ligne est quadruplée (passage de deux à quatre voies) en 1904 de Paris à Brétigny,, et en 1910 jusqu'à Étampes. Elle est électrifiée par troisième rail en 1904 de Paris-Austerlitz à Juvisy. Dans le même temps, l'amélioration des performances des locomotives permet une nette amélioration des temps de parcours : la durée moyenne d'un trajet Paris-Bordeaux passe de 14 h 02 en 1877 à 8 h 21 en 1907.
La ligne de Paris-Austerlitz à Bordeaux-Saint-Jean est l'une des premières grandes radiales à bénéficier du programme d'électrification par caténaire 1 500 V continu défini dans la décision ministérielle du 29 août 1920. La section de Juvisy à Orléans est électrifiée entre 1924 et 1926, et la section de Paris à Juvisy ré-électrifiée par caténaire en 1927. Après quelques années d'interruption due à la conjoncture économique, le programme d'électrification du Paris-Orléans reprend en 1931 : la caténaire relie Orléans et Tours en 1933. L'électrification de la section Tours-Bordeaux est achevée fin 1938 dans le cadre du plan Marquet,, faisant de la ligne Paris-Bordeaux-Hendaye la première grande radiale française entièrement électrifiée quelques mois après la création de la SNCF en 1938. À l'instar de celles de la Compagnie du Midi, les installations de production et de transport d'électricité construites par le Paris-Orléans et ses filiales permettent non seulement l'alimentation des locomotives électriques et des installations de signalisation et d'éclairage du chemin de fer, mais aussi l'alimentation électrique des services publics, industries et particuliers des régions traversées, une partie de l'électricité étant revendue. Dans le même temps, la signalisation est modernisée par l'installation du block automatique lumineux (BAL) sur certaines sections de la ligne.
D'importants travaux de modernisation sont engagés lors des reconstructions consécutives à la Seconde Guerre mondiale, avec la poursuite de l'installation du BAL et la création de postes d'aiguillage modernes. Les infrastructures des nœuds ferroviaires d'Orléans – Les Aubrais et de Tours – Saint-Pierre-des-Corps ayant été lourdement endommagées au cours du conflit, on envisagea de les reconstruire selon un tracé modifié dans ces deux agglomérations, de manière à remplacer les gares historiques par de nouvelles gares de passage, situées au plus près des centres-villes d'Orléans et Tours. Ces modifications ne furent finalement pas réalisées.
Durant les années 1950, la vitesse maximale autorisée passe de 120 à 130, puis rapidement 140 km/h sur une grande partie de la ligne, permettant d'améliorer sensiblement les temps de parcours. En 1955, le Sud-Express est « le train le plus rapide du monde sur un aussi long parcours », reliant Paris à Bordeaux en 5 h soit une vitesse moyenne de 116 km/h. Durant la décennie suivante, la modernisation des équipements de traction est engagée, le BAL est généralisé, et certains tronçons sont autorisés à la vitesse limite de 160 km/h.
La ligne de Paris-Austerlitz à Bordeaux-Saint-Jean est durant les années 1950 à 1970 une des lignes les plus performantes de la SNCF, qui y fait rouler ses trains les plus prestigieux, comme les internationaux Sud-Express puis Puerta del Sol, et les rapides de première classe Le Drapeau puis L'Étendard. La trame des liaisons diurnes entre Paris et Bordeaux passe de quatre à onze allers-retours par jour entre 1955 et le milieu des années 1970 ; en 1968, la ligne Paris-Bordeaux écoule à elle seule 6 % du trafic de grandes lignes de la SNCF, tandis que la ligne perd peu à peu son caractère international au profit d'un trafic très majoritairement intérieur. À son lancement en 1971, le Trans-Europ-Express L'Aquitaine assure la liaison entre Paris et Bordeaux sans arrêt en 4 h, puis en 3 h 50 min, L'Étendard accomplissant le parcours dans le sens inverse ; ils sont alors les trains les plus rapides d'Europe,, grâce au relèvement de la vitesse autorisée à 200 km/h sur 62 % du parcours et au doublement du nombre de sous-stations. Entre le milieu des années 1970 et le milieu des années 1980, l'amélioration du confort et de la vitesse s'étend aux trains des deux classes, grâce à la mise en service des voitures Corail à partir de 1976 et à la généralisation de la vitesse de 200 km/h.
En 1979, la desserte de la partie francilienne de la ligne est transformée par le percement d'un tunnel entre les gares d'Orsay — qui était réservée au trafic banlieue depuis 1939 — et des Invalides et la création de la Transversale Rive Gauche, qui deviendra un an plus tard la ligne C du RER.

### L'avènement du TGV
Le 22 septembre 1981, en inaugurant la ligne à grande vitesse Sud-Est entre Paris et Lyon, le Président de la République François Mitterrand demande à la SNCF de préparer un projet de ligne à grande vitesse (LGV) de Paris vers la façade atlantique. En 1990, après cinq ans de travaux, la ligne à grande vitesse Atlantique est mise en service de Courtalain à Saint-Pierre-des-Corps et Monts. L'essentiel du trafic voyageurs à grand parcours de la ligne est alors détourné par la ligne nouvelle entre Paris et l'agglomération tourangelle, où circulent des TGV au départ de la gare de Paris-Montparnasse. La vitesse maximale autorisée est relevée à 220 km/h sur 68 km du parcours situés entre Tours et Bordeaux, permettant des liaisons de Paris à Bordeaux en moins de 3 h.
La raréfaction (entre Paris-Austerlitz, Les Aubrais et Saint-Pierre-des-Corps) des trains de grande ligne sur la partie nord de la ligne est compensée par la mise en place de services régionaux rapides. L'Interloire, mis en service en 1994 entre Orléans et Nantes / Le Croisic, et les Aqualys, mis en service en 1999 entre Paris-Austerlitz et Tours et remplacés par des Intercités en 2011 (puis par des TER en 2019), sont parmi les seules liaisons régionales françaises effectuées à la vitesse de 200 km/h. En 2015, des Intercités 100 % Éco sont mis en service pour offrir une alternative moins coûteuse au TGV sur les liaisons Paris – Bordeaux puis Paris – Nantes, via Les Aubrais-Orléans et Saint-Pierre-des-Corps ; la liaison desservant Bordeaux est toutefois supprimée en 2019, puis celle desservant Nantes disparaît en 2020.
Le 12 juillet 2013, le déraillement d'un train Intercités en gare de Brétigny entraîne la mort de sept personnes, et conduit à des modifications importantes dans la politique de maintenance des infrastructures ferroviaires en France.
La construction d'une ligne à grande vitesse entre les agglomérations de Tours et Bordeaux, dans le prolongement de la LGV Atlantique, est décidée par le comité interministériel d'aménagement et de développement du territoire du 18 décembre 2003. La ligne existante entre Tours et Bordeaux étant l'une des plus performantes de France, le projet de ligne à grande vitesse n'a pas seulement pour but de diminuer les temps de parcours, mais aussi de réduire la saturation de la ligne historique pour y faciliter la circulation de trains express régionaux et trains de fret. La ligne à grande vitesse Sud Europe Atlantique, concédée le 16 juin 2011 au groupement LISEA dirigé par Vinci, est mise en service le 2 juillet 2017. Depuis cette date, les TGV sans arrêt entre Paris et Bordeaux (2 h 4) n'empruntent plus la ligne historique que sur une douzaine de kilomètres au nord de Bordeaux, dont quatre kilomètres ont été mis à quatre voies entre 2006 et 2016 dans le cadre du projet de suppression du « bouchon ferroviaire de Bordeaux ».

## Tracé et profil en long
La ligne de Paris-Austerlitz à Bordeaux-Saint-Jean bénéficie d'un tracé très favorable et d'un profil excellent. Le rayon des courbes, rarement inférieur à 1 000 mètres, atteint 2 000 mètres sur de longues sections, ce qui a permis de faire circuler les trains les plus performants à des vitesses élevées dès la première moitié du XXe siècle. Les déclivités, très faibles, ne dépassent 5 ‰ que sur certaines sections entre Juvisy et Les Aubrais, notamment la célèbre rampe de Guillerval (8 ‰),.
La ligne trouve son origine en gare de Paris-Austerlitz, dans le 13e arrondissement de Paris, à proximité de l'hôpital de la Pitié-Salpêtrière et du Jardin des plantes, et en face de la gare de Lyon, sur la rive opposée de la Seine. Après un parcours en tranchée dans le 13e arrondissement, tranchée partiellement couverte dans le cadre de l'opération d'aménagement Paris Rive Gauche, la ligne est rejointe par celle venant du Musée d'Orsay et parcourue par les trains de la ligne C du RER. La ligne longe la Seine sur sa rive gauche pendant une vingtaine de kilomètres, dans un territoire fortement urbanisé et marqué par la présence de nombreuses installations industrielles. Au sud de la gare de Choisy-le-Roi, la ligne croise celle dite de « Grande Ceinture stratégique » et atteint la gare de Juvisy, une des plus grandes gares de triage de France jusqu'en 1986, au cœur d'un nœud ferroviaire formé avec la ligne de la grande ceinture de Paris et la ligne de Villeneuve-Saint-Georges à Montargis.
Après Juvisy, la ligne remonte la vallée de l'Orge jusqu'à la gare de Brétigny, où se sépare la ligne de Brétigny à La Membrolle-sur-Choisille en direction de Tours via Châteaudun et Vendôme, puis celle de la Juine dans un paysage moins densément urbanisé. Après Étampes, où commence la courte antenne vers Saint-Martin-d'Étampes, la ligne monte la rampe de Guillerval, longue de neuf kilomètres (dont six à 8 ‰), qui constituait une importante gêne à la circulation des trains sur cette section de la ligne avant son électrification. La ligne traverse ensuite sur une cinquantaine de kilomètres le plateau céréalier et au relief très peu marqué de la Beauce, en longeant la route nationale 20 et, sur 18 kilomètres, la voie d'essai de l'aérotrain d'Orléans.
La gare des Aubrais permet la desserte de l'agglomération d'Orléans par les trains à grand parcours. Depuis cette gare, la courte ligne des Aubrais - Orléans à Orléans permet la desserte de la gare en impasse d'Orléans, tandis que naît la ligne des Aubrais - Orléans à Montauban-Ville-Bourbon, vers laquelle s'orientent les trains à destination de Limoges, Brive-la-Gaillarde et Toulouse. De même, le raccordement à voie unique d'Orléans vers Tours permet de rejoindre la ligne en direction de Bordeaux à partir de la gare d'Orléans. La grande radiale bifurque alors vers le sud-ouest et longe la Loire sur sa rive droite, en traversant notamment la gare de Blois - Chambord. Après avoir traversé le fleuve, une zone de bifurcations avec la ligne de Vierzon à Saint-Pierre-des-Corps et un triage actif jusqu'en 2007, la ligne atteint la gare de Saint-Pierre-des-Corps, qui, à l'instar de la gare des Aubrais, permet la desserte de l'agglomération de Tours par les trains à long parcours. Le raccordement de Saint-Pierre-des-Corps à Tours permet de gagner la gare en impasse de Tours, et le raccordement de Tours à Monts (bifurcation de Bordeaux) permet aux trains en provenance de Tours de rejoindre la ligne en direction de Bordeaux.
La ligne oblique alors vers le sud et franchit le Cher ; auparavant, elle était rejointe à Monts par la ligne de Paris-Montparnasse à Monts (LGV) dite LGV Atlantique jusqu'en juillet 2017 avant de monter sur le plateau de Sainte-Maure. Après avoir franchi la Creuse, la ligne longe la Vienne, qu'elle traverse après la gare de Châtellerault, puis le Clain jusqu'à la gare de Poitiers. Deux lignes, à destination de La Rochelle et Limoges, naissent peu après la gare de Poitiers. La ligne continue ensuite à remonter la vallée du Clain en direction du seuil du Poitou, qu'elle franchit peu avant la gare de Ruffec.
La ligne poursuit ensuite sa trajectoire vers le sud dans la vallée de la Charente, jusqu'à la gare d'Angoulême, au carrefour des lignes de Saintes et de Limoges. Après être montée sur les coteaux du Montmorélien, la ligne descend vers Chalais, la vallée de la Dronne et la gare de Coutras, où elle est rejointe par la ligne en provenance de Périgueux et Brive-la-Gaillarde. Parvenue dans le Bassin aquitain, la ligne atteint la gare de Libourne, où s'embranche la ligne en provenance de Bergerac, franchit la Dordogne et oblique vers l'ouest, en direction de l'agglomération bordelaise. Près d'Ambarès-et-Lagrave, un raccordement permet à certains trains d'emprunter un itinéraire alternatif jusqu'à la capitale de l'Aquitaine. Après avoir desservi plusieurs embranchements portuaires et après être longée par la ligne en provenance de Saintes et Nantes, les deux lignes franchissent la Garonne et aboutissent en gare de Bordeaux-Saint-Jean, au sud-est de la ville, la première, au terme d'un parcours de 579 kilomètres.

## Infrastructure

### Armement de la voie
La ligne est presque entièrement classée en groupe 5 Demaux pour son armement, le groupe le plus élevé, ce qui signifie que l'inertie verticale du couple traverse-rail permet la circulation sans restriction de tonnage de l'ensemble des convois autorisés à circuler sur le réseau ferré national. Une charge de 22,5 tonnes à l'essieu est ainsi autorisée sur l'ensemble de la ligne.

### Nombre de voies

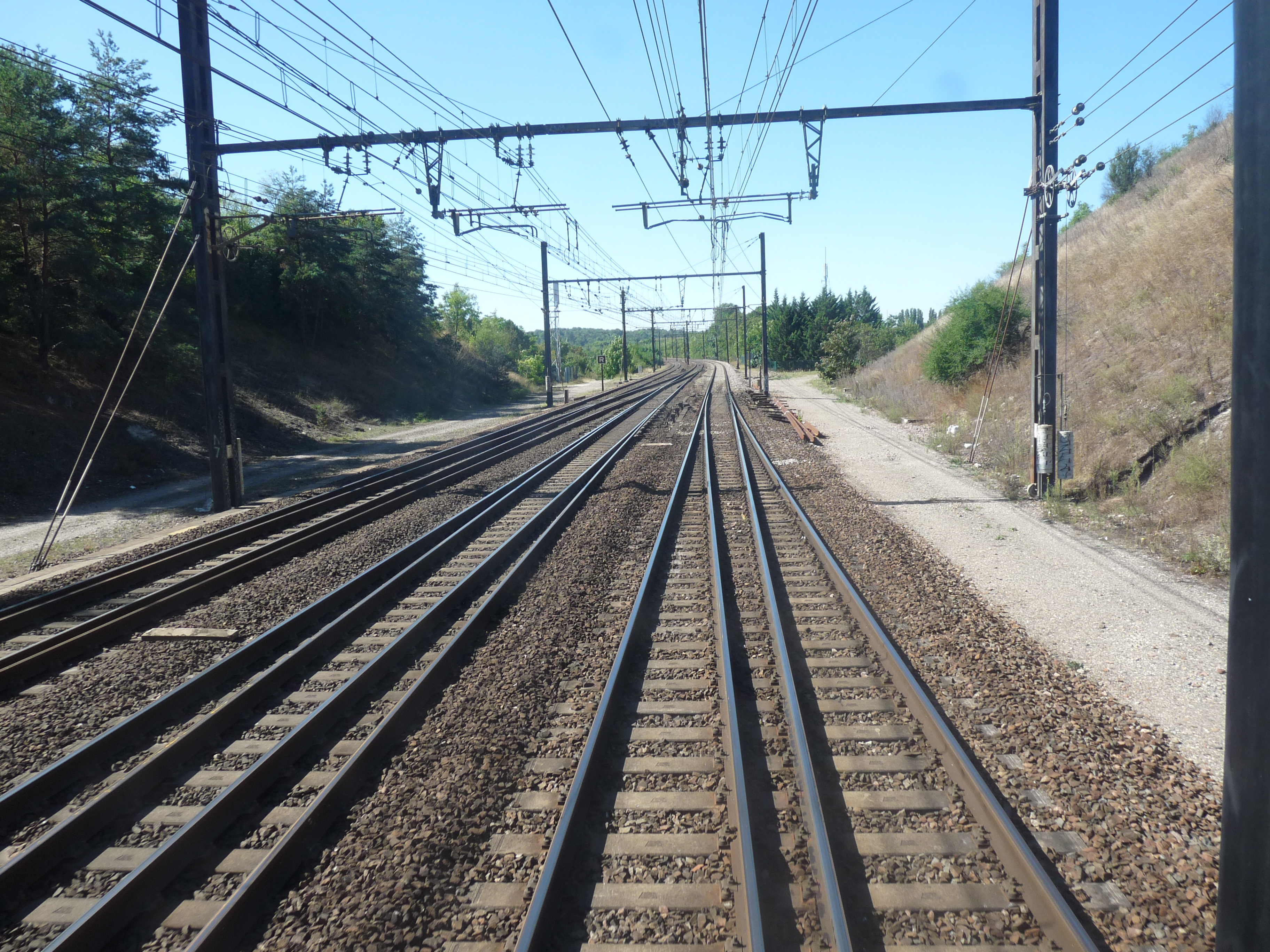
Point de passage de quatre à trois voies, près de la gare d'Étampes.

La ligne, majoritairement à double voie, compte plusieurs sections à trois ou quatre voies. La section de Paris-Austerlitz à Étampes est la deuxième section à quatre voies la plus longue de France (56 kilomètres), après la section de Montereau à Saint-Florentin-Vergigny de la ligne de Paris-Lyon à Marseille-Saint-Charles. La ligne compte ensuite, fait rare sur le réseau ferroviaire français, trois voies d'Étampes à Cercottes (56 kilomètres), et de nouveau quatre voies sur le court tronçon de Cercottes aux Aubrais (sept kilomètres). Depuis le remplacement du pont sur la Garonne, le tronçon de La Grave d'Ambarès à Bordeaux-Saint-Jean (quinze kilomètres) est pratiquement à quatre voies par le jumelage avec la ligne de Chartres à Bordeaux-Saint-Jean.
Sur les sections à deux voies, il existe de nombreux évitements qui permettent aux trains rapides de dépasser les trains plus lents.

### Signalisation et installations de sécurité
La ligne est entièrement équipée du block automatique lumineux. Les sections autorisées à une vitesse supérieure à 160 km/h sont en outre équipée de la signalisation de préannonce,,,,,. La faible longueur des cantons permet le tracé de sillons avec un intervalle de trois minutes pour les trains les plus rapides, voire deux minutes et trente secondes dans certaines parties de la ligne.
La ligne est entièrement équipée d'installations permanentes de contre-sens (IPCS), à l'exception des sections équipées de trois ou quatre voies, et des courtes sections (souvent proches des principales gares) bénéficiant d'une banalisation,,,,,.
Le contrôle de vitesse par balises (KVB) est installé sur l'ensemble de la ligne. La ligne est équipée d'une trentaine de détecteurs de boîtes chaudes,,,,,. Le système GSM-R remplace depuis les années 2010 la radio sol-train sur la plus grande partie de la ligne.
La plupart des passages à niveau de la ligne ont été supprimés au cours des nombreuses modernisations qu'a connues la ligne. La ligne ne compte plus en 2014 que neuf passages à niveau, tous situés entre Paris et Blois, dont quatre ne sont ouverts qu'aux piétons.

### Ouvrages d'art

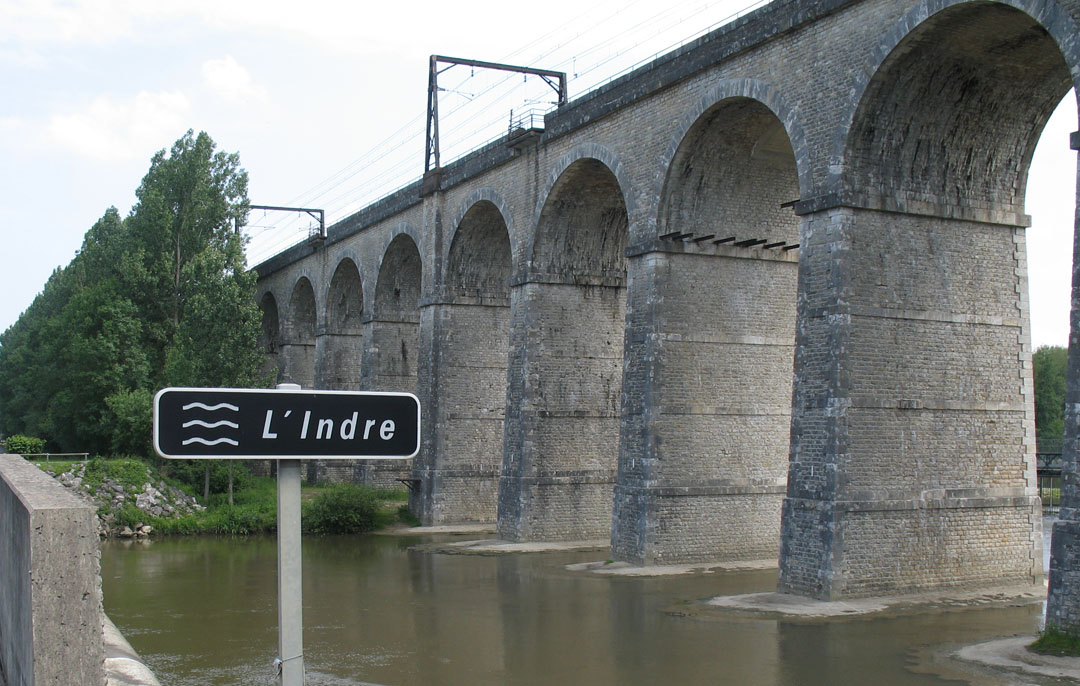
Le viaduc de Monts, sur l'Indre, long de 751 mètres.

La ligne comportait à l'origine 10 tunnels concentrés sur la section de Poitiers à Bordeaux. Depuis la suppression du tunnel no 5 de Lormont, remplacé par une tranchée, et le raccourcissement du tunnel de Lormont no 4 en 1978, il ne subsiste que 9 tunnels d'une longueur cumulées de 4 169 mètres. Le plus long, celui de Livernan, établi entre les gares de Charmant et de Chavenat dans le département de la Charente, mesure 1 467 mètres.
Le tracé nord/sud de la ligne, qui recoupe perpendiculairement de nombreuses rivières ou fleuves se dirigeant vers l'océan Atlantique, a entraîné la construction de nombreux ponts ou viaducs, dont les plus notables sont :
- le viaduc de Beaugency (275 mètres) ;
- le viaduc de Tavers (146 mètres) ;
- le viaduc de Montlouis sur la Loire (383 mètres) ;
- le viaduc de Monts sur l'Indre (751 mètres) ;
- le viaduc de Besnault sur la Manse à Sainte-Maure-de-Touraine (303 mètres) ;
- le viaduc sur la Creuse à Port-de-Piles (150 mètres) ;
- le viaduc des Coutaubières à proximité de Mouthiers (205 mètres) ;
- le viaduc de l'Isle à Coutras (116 mètres) ;
- le pont sur la Dordogne à Libourne (227 mètres) ;
- le viaduc d'Arveyres (1 187 mètres) ;
- le nouveau pont (476 mètres) et l'ancienne Passerelle Eiffel (510 mètres) sur la Garonne à Bordeaux.

### Électrification
La ligne a été entièrement électrifiée par caténaire en courant continu 1 500 volts entre 1926 et 1938. La ligne compte 52 sous-stations, espacées de 11 kilomètres en moyenne, et régulées par les régulateurs sous-stations de Paris Rive Gauche, Tours et Bordeaux,,,,,.

### Vitesses limites
Les vitesses limites de la ligne en 2014 pour les TGV (ces trains ont la vitesse limite la plus élevée sur certaines portions de la ligne notamment entre Saint-Pierre-des-Corps et Bordeaux), en sens impair, et sur les voies directes de Paris-Austerlitz à Bordeaux-Saint-Jean, sont indiquées sur le graphique et dans le tableau ci-dessous ; toutefois, les trains de certaines catégories, comme les trains de marchandises, sont soumis à des vitesses limites plus faibles.

Vitesse maximale autorisée pour les TGV, en sens impair, et sur les voies principales, en 2014 (km/h).

### Gares de voyageurs
En 2023, la ligne compte 93 gares ouvertes au trafic des voyageurs, soit une moyenne d'une gare tous les 6,3 km. La densité des gares est toutefois beaucoup plus forte dans la partie située en Île-de-France, où l'on compte une gare tous les 3,2 km en moyenne, que dans le reste de la ligne, cette densité tombant à une gare tous les 23,1 km à la traversée du département de la Charente.
En raison du report en 1990 de la plus grande partie de son trafic de longue distance vers la gare de Paris-Montparnasse, la gare de Paris-Austerlitz fait figure de « belle endormie », et est désormais la moins fréquentée des six grandes gares parisiennes, avec 23 millions de voyageurs en 2014. À l'opposé, la gare de Juvisy, 19 kilomètres au sud, est, avec 32 millions de voyageurs, la plus fréquentée de France hors Paris intra muros, grâce notamment aux correspondances qu'elle offre entre les lignes C et D du RER d'Île-de-France.
Les gares d'Orléans et Tours ont la particularité de ne pas être directement situées sur la ligne. Construites en impasse, ces deux gares sont reliées à la ligne de Paris-Austerlitz à Bordeaux-Saint-Jean par de courts raccordements : la ligne des Aubrais - Orléans à Orléans (no 569000), le raccordement d'Orléans à Tours (no 569300), le raccordement de Saint-Pierre-des-Corps à Tours (no 563000) et le raccordement de Tours à Monts (bifurcation de Bordeaux) (no 564000). Toutefois, le chaînage de la ligne de Paris-Austerlitz à Bordeaux-Saint-Jean passe par les gares d'Orléans et Tours.
Pour éviter le rebroussement des trains desservant ces deux agglomérations, des gares de passage ont été construites à Fleury-les-Aubrais et à Saint-Pierre-des-Corps. Les gares d'Orléans et de Tours sont exclusivement desservies par les trains de voyageurs y ayant leur origine ou leur terminus — lesquels desservent également les gares des Aubrais et de Saint-Pierre-des-Corps — tandis que les deux gares de passage accueillent notamment les trains de long parcours et la plupart des faisceaux de voies de service des deux agglomérations.

## Trafic

### Desserte voyageurs

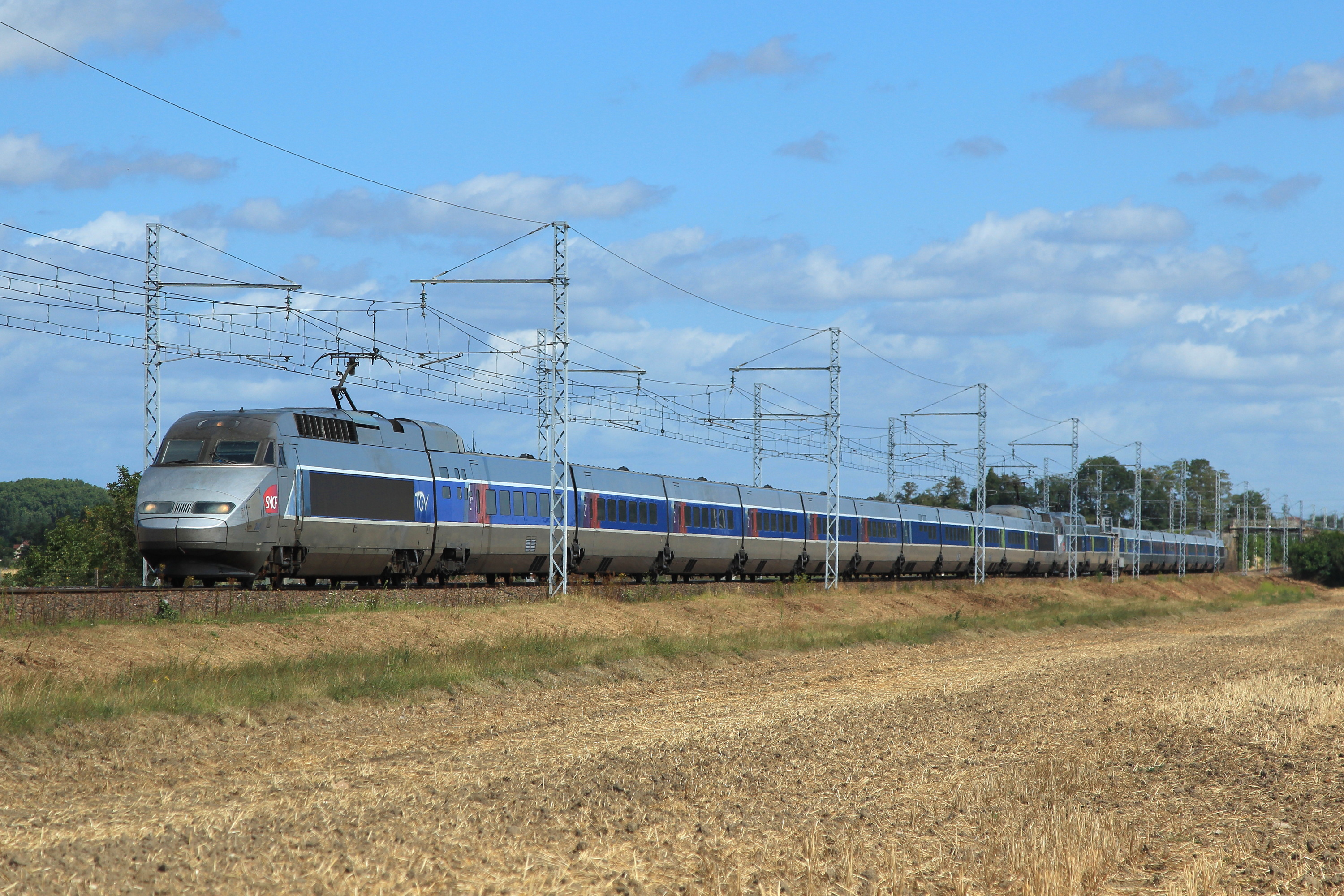
Image emblématique de la partie sud de la ligne : une UM de TGV Atlantique à Dangé, entre Saint-Pierre-des-Corps et Châtellerault.

Lors de la mise en service complète de la ligne en 1853, il fallait au mieux treize heures pour relier Paris à Bordeaux. En 1914, il ne faut plus que 7 h 3 min par le meilleur rapide pour relier les deux villes, mais l'emploi de la traction vapeur liée au mode de cantonnement du PO limite les gains potentiels de temps de parcours. C'est avec l'électrification à la veille de la Seconde Guerre mondiale que la ligne connaît une importante évolution. Le 13 décembre 1938, l'axe est entièrement électrifié par caténaire 1 500 volts avec la mise en service des locomotives 2D2, qui permettent de gagner une heure de temps de trajet, la ligne n'étant pour autant pas entièrement modernisée à l'occasion.

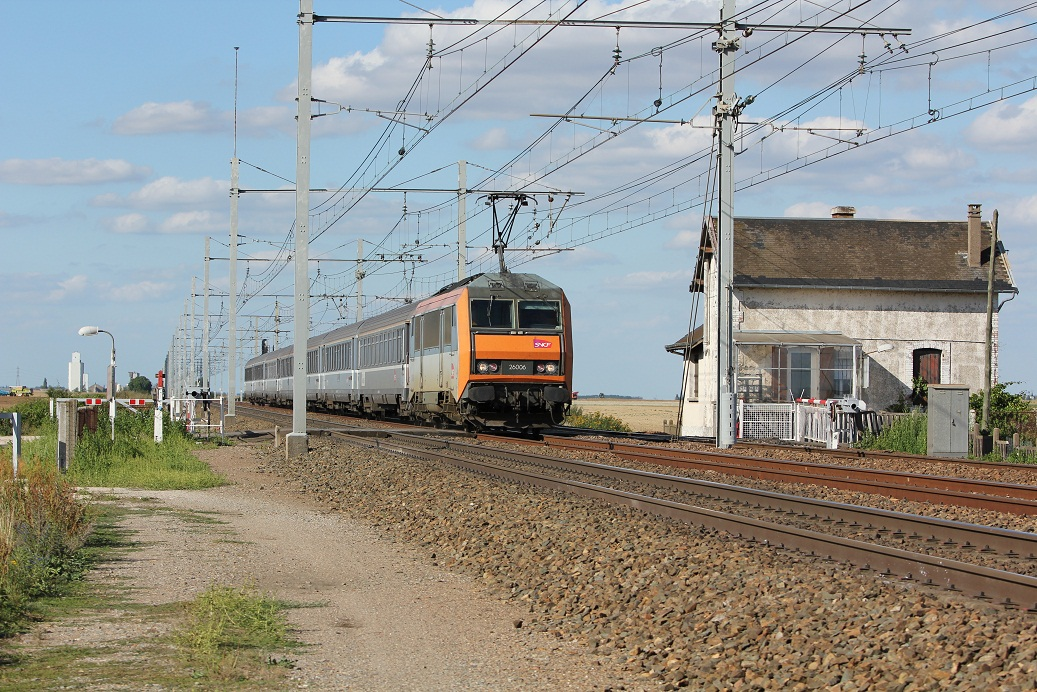
Passage d'une BB 26000 au PN 51 emmenant le train 3913 à destination de Bourges.

Grâce aux travaux de modernisation effectués après la Seconde Guerre mondiale, en 1955, « le Drapeau », rapide exclusivement de première classe, met 5 h 15 min pour relier Paris à Bordeaux à la vitesse commerciale de 112 km/h. À partir de mai 1971, L'Aquitaine et L'Étendard, nouveaux trains de première classe circulant sous le label Trans-Europ-Express (TEE) et dotés de voitures grand confort, circulent à 200 km/h (trains dit « C 200 », pour vitesse commerciale à 200 km/h) sur certains tronçons de la ligne, assurant la liaison de Paris à Bordeaux exactement en quatre heures, à la vitesse moyenne de 144,8 km/h, puis en 3 h 50 min, à la vitesse moyenne de 151,8 km/h. Durant les années 1980, la SNCF démocratise la circulation à 200 km/h avec la mise en service de trains accessibles aux deux classes. À cette époque, la ligne est la plus rapide du réseau français, avec des tronçons parcourus à la vitesse moyenne de 161 km/h.
En septembre 1990, avec la mise en service de la branche Aquitaine de la LGV Atlantique, la ligne connaît d'importantes modifications de desserte. L'ensemble des trains « C 200 » disparaît, laissant la place aux TGV en provenance de Paris-Montparnasse, autorisés à circuler à 220 km/h sur les tronçons les plus rectilignes. Le meilleur temps de parcours entre Paris et Bordeaux se réduit d'une heure, avec un trajet réalisé par les meilleurs trains en 2 h 58. Le trafic classique rapide subsiste essentiellement entre Paris-Austerlitz, Orléans et Tours, avec la mise en service d'« Aqualys » le 28 novembre 1999, train Grandes Lignes avec voitures Corail tractées par des locomotives BB 9200 ou BB 7200 malgré tout limitées à 160 km/h et depuis 1994 d'un train interrégional « Interloire » aux voitures Corail spécifiques tractées par des BB 22200 puis BB 26000, autorisés à la vitesse de 200 km/h.
Aujourd'hui, la ligne voit passer tous les types de trafics suivant les sections : TGV de la fin de la LGV Atlantique à Saint-Pierre-des-Corps jusqu'à Bordeaux, Ouigo Train Classique jusqu'à Saint-Pierre-des-Corps, Intercités jusqu'aux Aubrais vers Toulouse, et TER Interloire, TER des diverses régions traversées (TER Centre-Val de Loire, TER Nouvelle-Aquitaine) et RER C.

### Trafic de marchandises

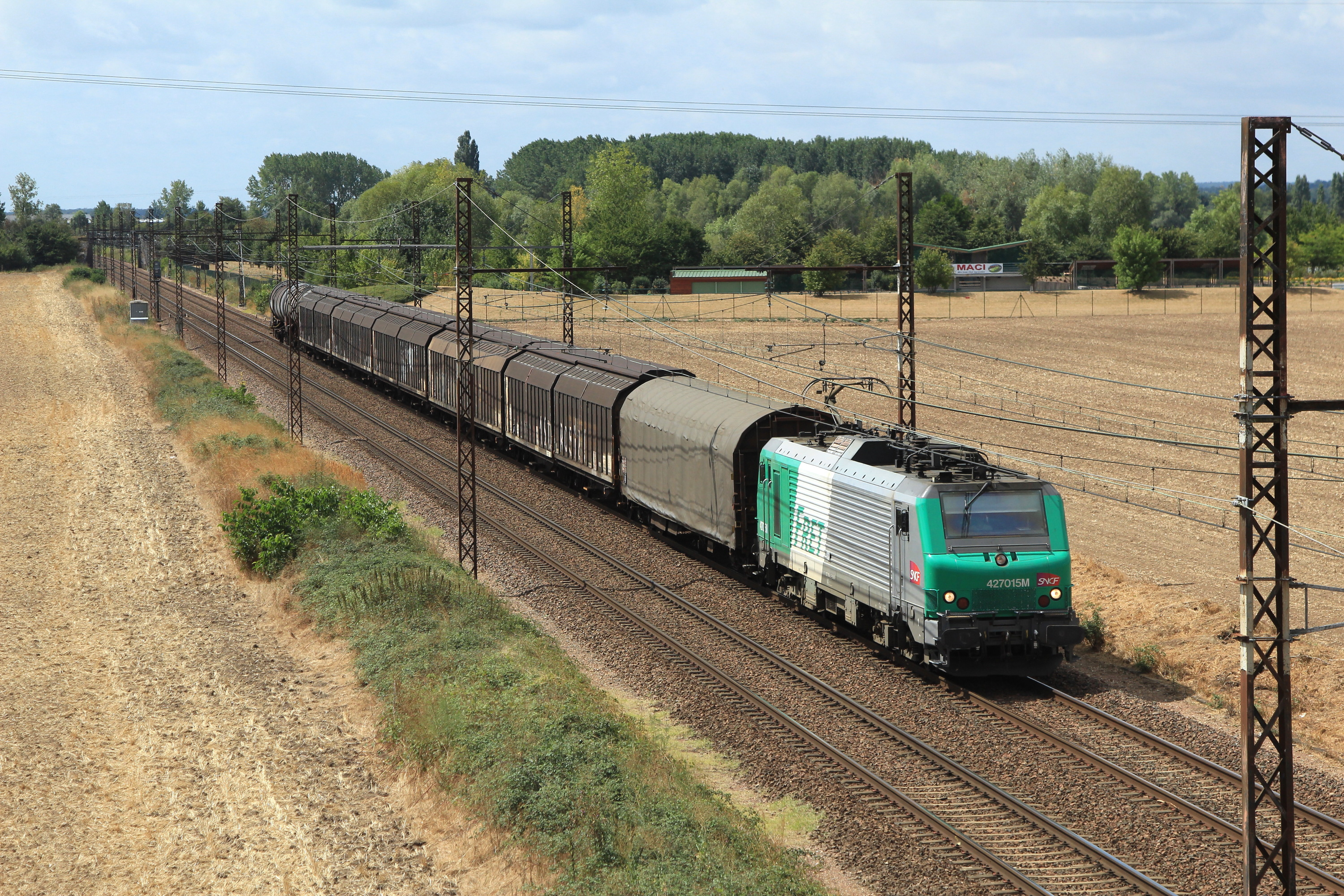
Un train de fret sur la commune d'Ingrandes-sur-Vienne.

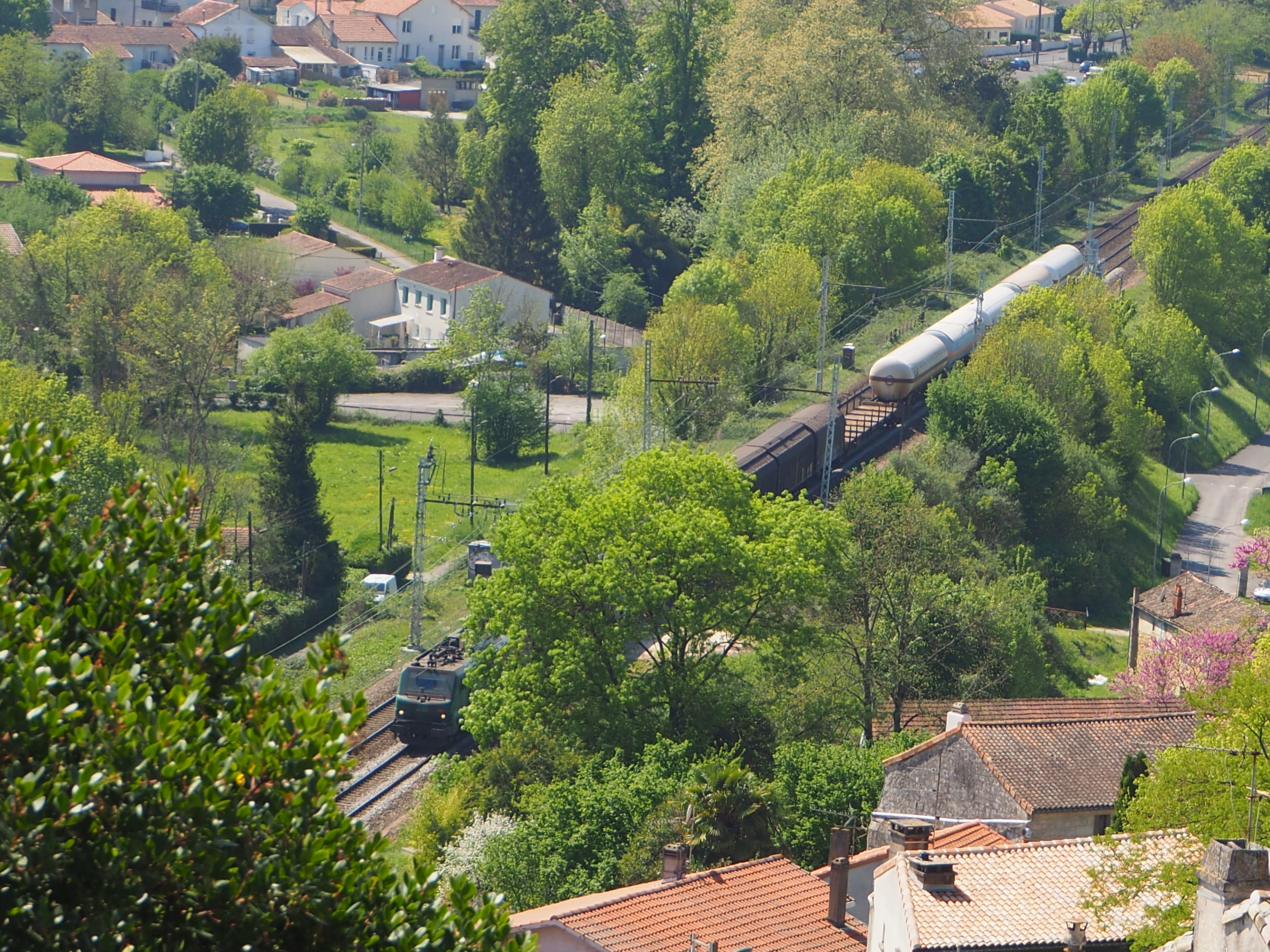
Un train de marchandise à l'entrée sud du tunnel d'Angoulême.

La ligne ne traverse pas d'importants bassins industriels, plutôt situés dans l'est de la France ; son trafic est ainsi plutôt diversifié et exclut les produits lourds. Si le transports de céréales est prédominant, quelques industries comme Lafarge ou Saint-Gobain, sont toutefois installées le long de la ligne. On compte également un trafic de pièces autos en direction de l'Espagne, et de voitures neuves dans le sens inverse. Le port de Bordeaux assure par ailleurs un transport combiné assez élevé, avec par exemple l'importation de bois exotique et l'exportation de céréales. De nombreux trains MA 100 ou ME 120, 140 ou 160, essentiellement nocturnes, relient la région parisienne aux centres d'activités bordelais, toulousains ou du Pays basque.